# Hanns-Lüdecke Rodewald
Hanns-Lüdecke Rodewald (* 1954 oder 1955) ist ein deutscher Maschinenbau-Fahrzeugtechnikingenieur und war Hochschullehrer an der Hochschule für Technik und Wirtschaft Berlin.

## Biografie
Hanns-Lüdecke Rodewald studierte an der TU Berlin Maschinenbau und Fahrzeugtechnik. Im Jahre 1984 schloss er sein Studium mit der Diplomprüfung ab.

## Beruflicher Werdegang
Nach seinem Studienabschluss arbeitete Rodewald bei der IAV GmbH Ingenieurgesellschaft Auto und Verkehr. Dort lagen Schwerpunkte in den Bereichen innovative Antriebskonzepte und Fahrzeugsicherheit. Im Fachgebiet Sicherheit führte er als Projektleiter mehrjährige Grundlagenuntersuchungen zum Thema „Airbag“ unter den Gesichtspunkten Seitenaufprallschutz und Kostenreduzierung bei Serienbedingungen sowie zum Verhalten von Luftgeneratoren durch. Im Bereich der Motorentechnik koordinierte Rodewald grundsätzliche Untersuchungen zur Funktionsweise von Pumpe-Düse-Hochdruckeinspritzanlagen für kleine Dieselmotoren.
Im Jahre 1994 übernahm Rodewald einen Lehrauftrag für das Fach Verkehrssicherheit/Verkehrsunfallanalyse an der FHTW Berlin. 1995 wurde er zum Professor für das Fachgebiet Fahrzeugtechnik im Fachbereich 2 der FHTW Berlin (heute: HTW Berlin) berufen. Er lehrte dort in den Gebieten Verbrennungsmotoren und Fahrzeugsicherheit und war Leiter des Laborkomplexes Fahrzeugtechnik.

## Trivia

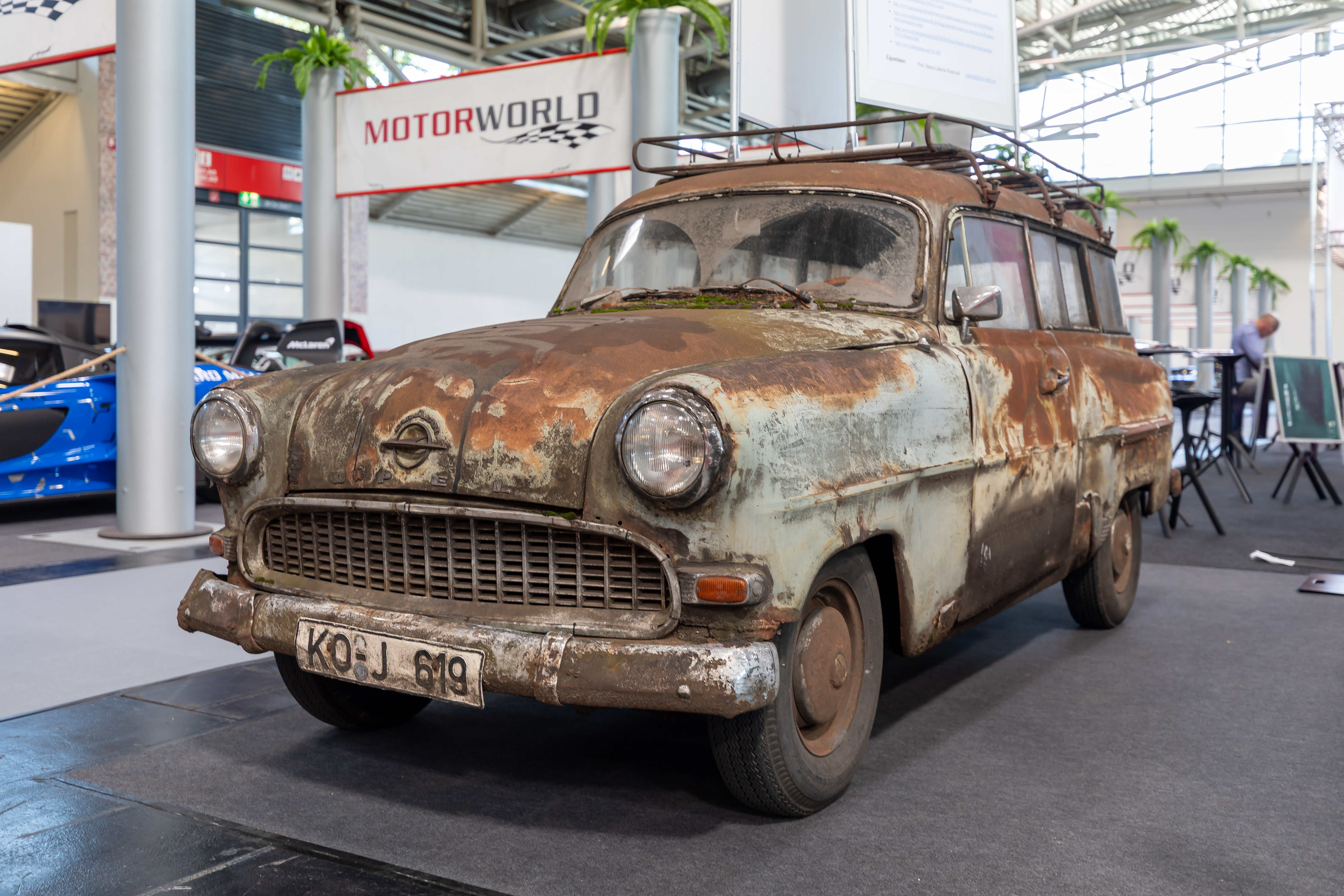
Rodewalds Olympia Rekord Caravan auf der IAA Mobility 2021

Rodewald ist unter anderem auch für seine Langlebigkeitsstudie an einem Fahrzeug Opel Olympia Rekord (Baujahr 1956) bekannt, bei der er festzustellen versucht, wie lange ein Fahrzeug fahrtüchtig und dabei verkehrssicher bleibt, wenn man nur die notwendigsten Reparaturen ausführt.

## Publikationen
- 1986: Franzmann, G.; Rodewald, H.-L.; Kühnel, A.: Untersuchungen zur Beckengurthochverlagerung am Hosenträgergurt. In: ATZ Automobiltechnische Zeitschrift, S. 519–525, Franckh’sche Verlagshandlung W. Keller & Co., 1986, ISSN 0001-2785
- 1997: Mönch, P. (Pseudonym für: Rodewald, Hanns-Lüdecke): Der dicke Hund. Abgekratzt und doch o.k.: Übereifrige Polizisten entfernten trotz TÜV die Siegel – Stadt mußte zahlen. In: Oldtimer Markt, S. 32–33, VF Verlagsgesellschaft mbH, Mainz, 1997, ISSN 0943-7320
- 2002: Rodewald, Hanns-L.: Die Sicherheit im Innenraum. In: Innovationen C 2134, S. 9.1–9.5, Sulzbach, 2002
- 2008: Rodewald, H.-L.; Brauckmann, J.: Crashsicherheit beim Pkw-Anhängerzug. In: Zeitschrift für Verkehrssicherheit, S. 7–10, TÜV Media GmbH, 2008, ISSN 0044-3654
- 2011: Rodewald, Hanns-Lüdecke : Unfallschutzvorrichtung für Anhänger, Gebrauchsmusterschrift DE202011104678U1, Berlin, 2011, Patent